# لوحه الفارس الذي يضع يده على صدره
لوحة الفارس الذي يضع يده على صدره تعد واحدة من أشهر اللوحات التي قام برسمها دومينيكوس ثيوتوكوبولس الملقب ب إل غريكو. وهي عباره عن لوحة زيتية قام برسمها بين عامي 1578 و1580 بمرحلته الأولى بأسبانيا.
الشخصية المرسومة مجهولة الهوية، ومن المعتقد أنه الماركيز مونتيمايور وزير العدل بمدينه طليطية، إلا أنه في الأونة الأخيرة أعتقد أنه تجسيد لشخصية ثربانتس.

## الوصف
هي واحدة من أشهر اللوحات الإسبانية بالعالم ويظهر بها فارس نبيل يضع يده على صدره وينظر إلى المشهد أمامه وكأنه يعقد عهدا مع نفسه. موضع اليد يبدو وكأنه إيماءة اليمين. كما أن الرجل بالصورة يرتدي ملابس أنيقة ورفيعة الذوق ويحمل سيف ذهبي أيضا. وكذلك يرتدي قلادة وسلسلة من الذهب الخالص.
لم تكن الخلفية سوداء ولكنها كانت رمادية اللون، الشيء الذي يبرز الشخصية باللوحة، كما أن الضوء المنبعث من الخارج يضيء وجهه كذلك كما قد توصل إلى دليل أن الظلال الطفيفة المنبعثة على ملابسه السوداء تؤكد تأثير مدرسيه فينيسيانا.

## الثقافة
قام مانويل ماتشادو بتأليف قصيدة لهذه اللوحة تحمل نفس الاسم.